# Janusz Prucheński
Janusz Prucheński (ur. 9 lipca 1970 w Olsztynie) – polski piłkarz występujący na pozycji pomocnika.
Pierwszym klubem w karierze Prucheńskiego była Gwardia Olsztyn. Z klubu tego w 1991 roku trafił do Stomilu Olsztyn, z którym trzy lata później awansował do ekstraklasy. Jesienią 1994 roku piłkarz trafił do Polonii Warszawa. W stolicy nie grał jednak długo, gdyż już na wiosnę 1995 roku powrócił do Stomilu. W ciągu kolejnego roku gry w olsztyńskim klubie zdołał strzelić 3 bramki na I-ligowych boiskach.
W 1995 roku Prucheński przeniósł się do GKS Bełchatów, w którym w 52 I-ligowych meczach zdobył 9 bramek. Jesienią 1998 roku wyjechał do Finlandii, gdzie podjął się gry w FF Jaro. Na wiosnę 1999 roku powrócił do Polski, gdzie przywdział koszulkę Pomezanii Malbork. Latem tego samego roku ponownie wyjechał z ojczyzny. Tym razem skierował się ku Luksemburgowi. Tam też rozpoczął występy w Young Boys Diekirch. Zespół ten Prucheński reprezentował przez kolejne 6 lat. W 2005 roku przeniósł się do Jeunesse Schieren, w którym spędził kolejne trzy sezony. W 2008 został grającym trenerem Amis Sportifs Hosingen.